# Coutoo
Coutoo est un album de bande dessinée.
- Scénario, dessins et couleurs : Andreas

## Publication

### Éditeurs
- Delcourt (Collection Conquistador) : première édition  (ISBN 2-906187-17-8) (1989).